# 匐枝栓果菊
匐枝栓果菊（学名：Launaea sarmentosa）为菊科栓果菊属的植物。分布在印度、非洲、斯里兰卡、埃及、中南半岛以及中国大陆的海南等地，见于海滨地及空旷处，目前尚未由人工引种栽培。

## 别名
蔓茎栓果菊（海南植物志）

## 异名
- Lactuca sarmentosa (Willd.) Merr. et Chun